# Equació d'Adams-Williamson
L'equació d'Adams-Williamson, que porta el nom de L. H. Adams i E. D. Williamson, és una equació diferencial que s'utilitza per determinar la densitat en funció del radi, que s'utilitza més sovint per determinar la relació entre les velocitats de les ones sísmiques i la densitat de l'interior de la Terra. Tenint en compte la densitat mitjana de roques a la superfície de la Terra, i els perfils de les velocitats de l'ona P i l'ona S en funció de la profunditat, es pot predir com la densitat augmenta amb la profunditat. Assumeix que la compressió és adiabàtica i que la Terra és esfèrica simètrica, homogènia i en equilibri hidroestàtic. També es pot aplicar a capes esfèriques amb aquesta propietat. És una part important dels models de l'interior de la Terra, com ara el model de referència preliminar de la Terra (PREM).

## Història
Williamson i Adams van desenvolupar per primera vegada la teoria el 1923. Van concloure que «per tant, no és possible explicar l'alta densitat de la Terra a partir de només la compressió. L'interior dens no pot consistir en roques ordinàries comprimides en un volum petit; ens recolzem en l'única alternativa raonable, és a dir, la presència d'un material més pesat, probablement algun metall, que, per jutjar per la seva abundància a l'escorça de la Terra, en meteorits i al sol, és probablement ferro».

## Teoria
Els dos tipus d'ones sísmiques són les «ones compressives» (ones P) i «ones de cisallament» (ones S). Ambdues tenen velocitats determinades per les propietats elàstiques del mitjà que travessen, en particular el mòdul de compressibilitat K, el mòdul de cisallament μ, i la densitat ρ. En termes d'aquests paràmetres, la velocitat de l'ona P (vp) i la velocitat de l'ona S (vs) són:
{\displaystyle {\begin{aligned}v_{p}&={\sqrt {\frac {K+(4/3)\mu }{\rho }}}\\v_{s}&={\sqrt {\frac {\mu }{\rho }}}.\end{aligned}}}
Aquestes dues velocitats es poden combinar en un paràmetre sísmic

{\displaystyle \Phi =v_{p}^{2}-{\frac {4}{3}}v_{s}^{2}={\frac {K}{\rho }}.} (equació 1)
La definició del mòdul de compressibilitat,
{\displaystyle K=-V{\frac {dP}{dV}},}
és equivalent a:
{\displaystyle K=\rho {\frac {dP}{d\rho }}.} (equació 2)
Suposem que una regió a una distància r del centre de la Terra es pot considerar un fluid en equilibri hidroestàtic, i és actuada per l'atracció gravitacional de la part de la Terra que està a sota d'ella i la pressió de la part que hi ha sobre ella. Suposeu també que la compressió és adiabàtica (per tant, la dilatació tèrmica no contribueix a variacions de densitat). La pressió P(r) varia amb r com
{\displaystyle {\frac {dP}{dr}}=-\rho (r)g(r),} (equació 3)
on g(r) és l'acceleració gravitacional al radi r.
Si combinen les equacions 1, 2 i 3, obtenim l'equació d'Adams-Williamson:
{\displaystyle {\frac {d\rho }{dr}}=-{\frac {\rho (r)g(r)}{\Phi (r)}}.}
Aquesta equació es pot integrar per obtenir
{\displaystyle \ln \left({\frac {\rho }{\rho _{0}}}\right)=-\int _{r_{0}}^{r}{\frac {g(r)}{\Phi (r)}}dr,}
on r0 és el radi a la superfície de la Terra i ρ0 és la densitat a la superfície. Donat ρ0 i els perfils de les velocitats de l'ona P i ona S, la dependència radial de la densitat es pot determinar mitjançant la integració numèrica.